# Oxypilus nigericus
Oxypilus nigericus är en bönsyrseart som beskrevs av Max Beier 1930. Oxypilus nigericus ingår i släktet Oxypilus och familjen Hymenopodidae. Inga underarter finns listade i Catalogue of Life.